# Kunsthalle Berlin
Eine Kunsthalle Berlin – ein Ausstellungshaus ohne eigene Sammlung – hat es in Berlin zu mehreren Zeiten in verschiedener Ausprägung gegeben. Üblicherweise besitzen Kunsthallen oder Kunsthäuser keine eigenen Sammlungen. Es handelt sich meistens vorrangig um die Ausstellungsräume, nicht um ein Museum mit eigener Sammlung.
Obwohl in Berlin mehrere große öffentliche Kultureinrichtungen existieren, in denen zeitgenössische Kunst ausgestellt wird, handelt es sich jedoch in allen Fällen um Museen. Dem Wunsch nach einer solchen Ausstellungshalle – ohne eigene Sammlung – wurde in der Vergangenheit in Berlin auf unterschiedliche Weise nachgegangen.

## Berliner Kunsthalle (1941–1943)

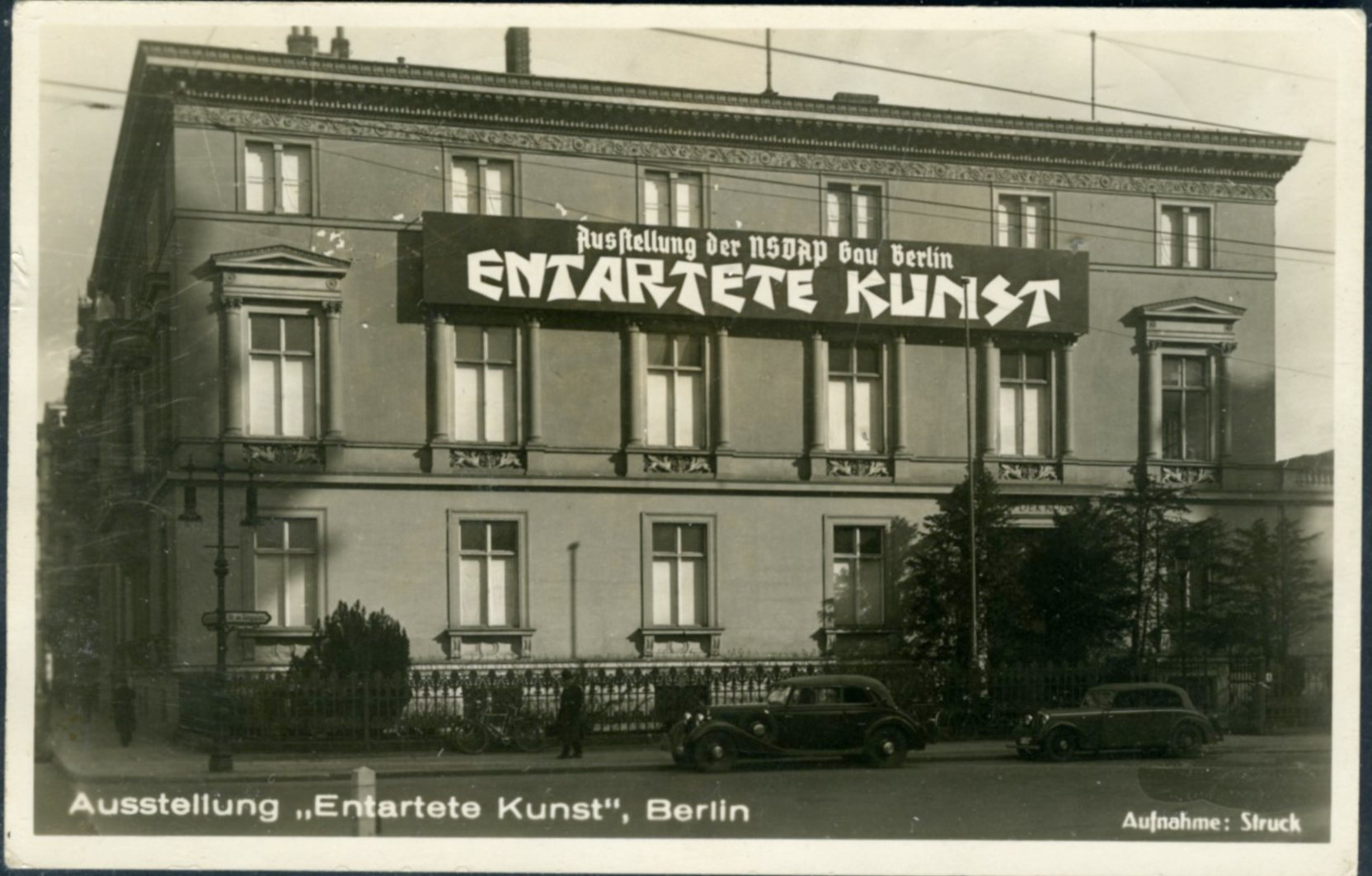
Haus der Kunst Berlin, 1938

Von 1941 bis 1943 bestand ein Ausstellungshaus im Gebäude Hardenbergstraße 21–23. Die sogenannte Berliner Kunsthalle ging aus dem Haus der Kunst hervor, welches seit 1935 existierte. Im Haus der Kunst wurde 1938 unter anderem die Ausstellung Entartete Kunst gezeigt.

## Staatliche Kunsthalle Berlin (1977–1993)

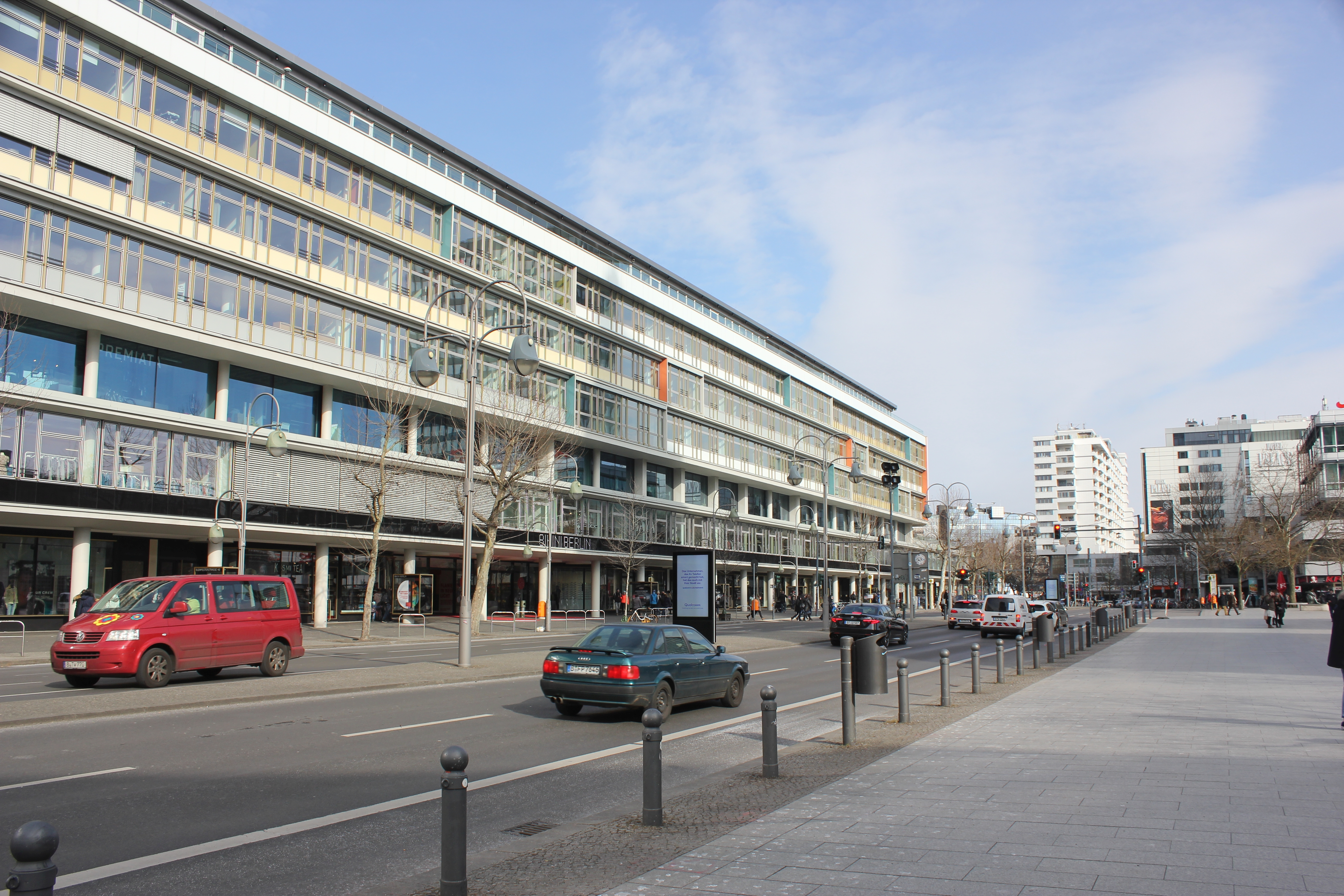
Bikini-Haus, Ort der Staatlichen Kunsthalle Berlin (1977–2011)

In der Zeit zwischen 1973 und 1977 organisierte das Architekten-Paar Winnetou Kampmann und Ute Weström auf eigene Initiative Kunstausstellungen im Bikini-Haus in Berlin-Charlottenburg. Sie bezeichneten den Ausstellungsort als Kunsthalle. 1977 wurde dann tatsächlich im Bikini-Haus eine von öffentlicher Hand finanzierte Kunsthalle eingerichtet – genannt Staatliche Kunsthalle Berlin. Diese Einrichtung bestand bis 1993.

## Martin-Gropius-Bau (seit 1981)

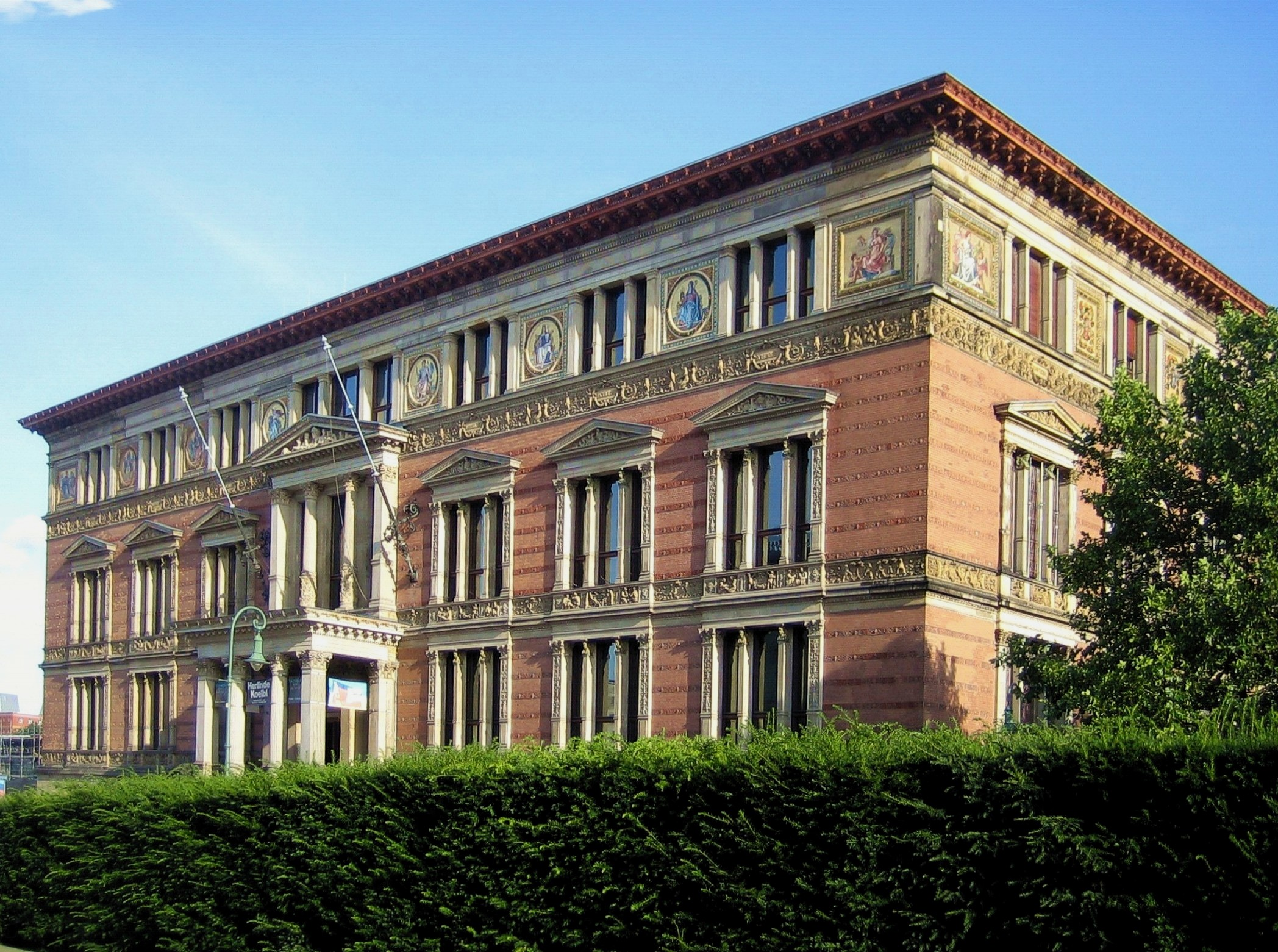
Martin-Gropius-Bau, Ausstellungshaus der Berliner Festspiele (seit 1981)

Der Martin-Gropius-Bau wurde 1877–1881 als Kunstgewerbemuseum nach Plänen des Architekten Martin Gropius errichtet. Nach Teilzerstörungen im Zweiten Weltkrieg wurde das Gebäude 1981 als Ausstellungshaus wiedereröffnet. Das Haus wird von den Berliner Festspielen betreiben und seit 2001 von der Beauftragten der Bundesregierung für Kultur und Medien gefördert.

## Temporäre Kunsthalle (2008–2011)

Temporäre Kunsthalle (2008–2011)

Im Zuge der Diskussion um den Abriss des Palastes der Republik wurde der Verschlag hervorgebracht, das Gebäude als Kunsthalle umzunutzen. 2005 fand in der Gebäudehülle des Palasts noch eine Gruppenausstellung statt, an die sich die Forderung nach einer Berliner Kunsthalle anschloss. Ein Ergebnis dieser Diskussion war die Temporäre Kunsthalle auf dem Schlossplatz, die von 2008 bis 2011 Bestand. Die Temporäre Kunsthalle war durch private Sponsoren finanziert.

## Based in Berlin(2011)
Die durch den Palast-Abriss neu entfachte Diskussion um eine Berliner Kunsthalle brachte 2011 ein weiteres Ergebnis hervor: das Ausstellungsprojekt Based in Berlin. Dieses Projekt beruhte auf der Annahme, dass ein feststehender Ort einer großen zentralen Kunsthalle womöglich die Berliner Kunstszene gar nicht angemessen repräsentieren kann. Anstatt einen zentralen Ausstellungsort zu finden, interpretierte Based in Berlin das Konzept Kunsthalle dahingehend, mehrere vorhandene Ausstellungsorte zu einer Großschau zusammenzuschließen. Ein provisorisches Ausstellungshaus wurde im Monbijoupark errichtet.

## Deutsche Bank KunstHalle (2012–2018)

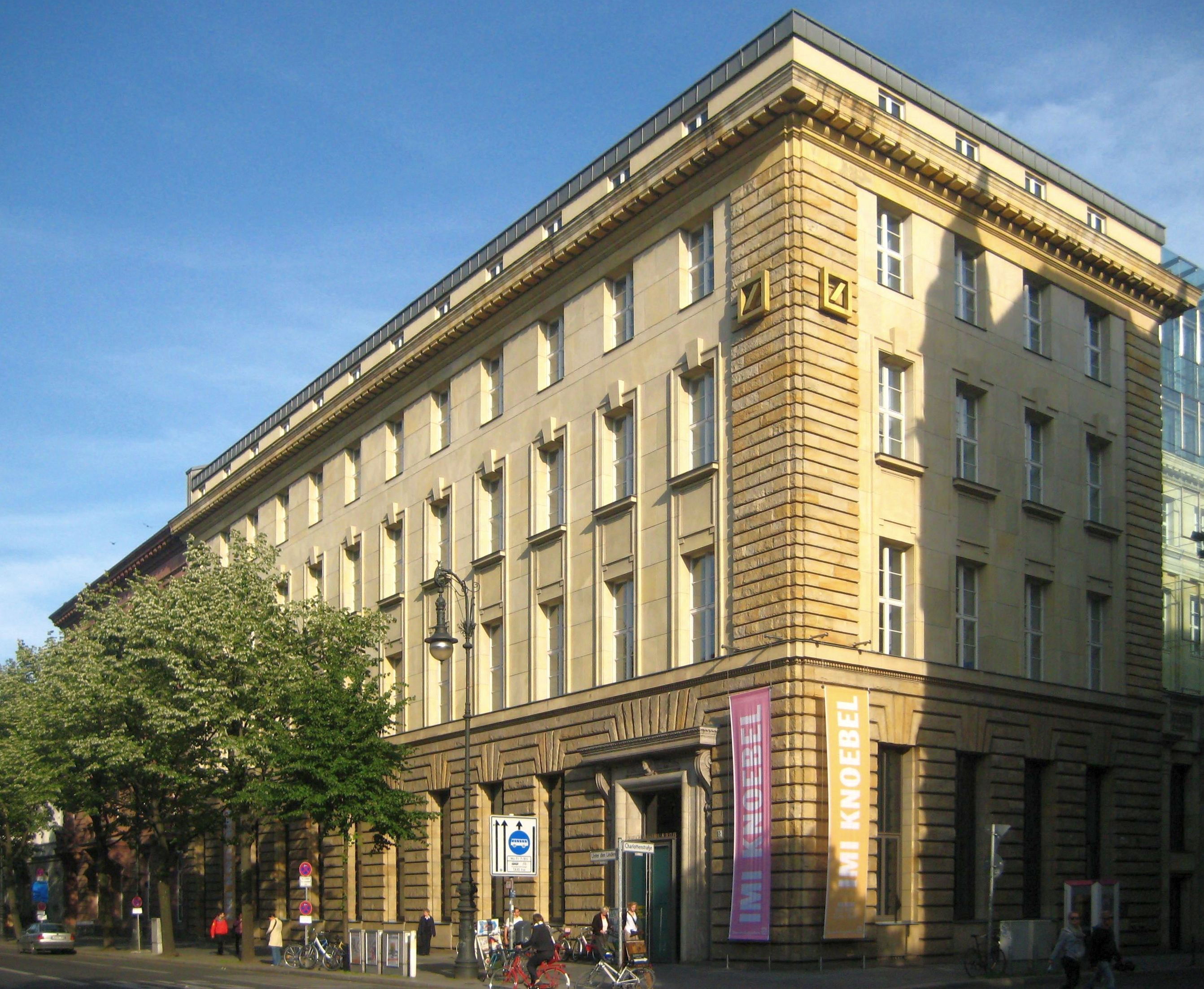
Ausstellungshaus Unter den Linden, Deutsche Guggenheim/Deutsche Bank KunstHalle

In den Räumen der Deutschen Bank im Gebäude Unter den Linden wurde bereits seit 1997 Kunst ausgestellt. Bis 2012 geschah dies als Zusammenarbeit von Deutscher Bank und Solomon R. Guggenheim Foundation und hatte den Namen Deutsche Guggenheim. Von 2012 bis 2018 betrieb die Deutsche Bank den Ausstellungsraum allein unter dem Namen Deutsche Bank KunstHalle.

## Kunsthalle im Flughafen Tempelhof (2022)

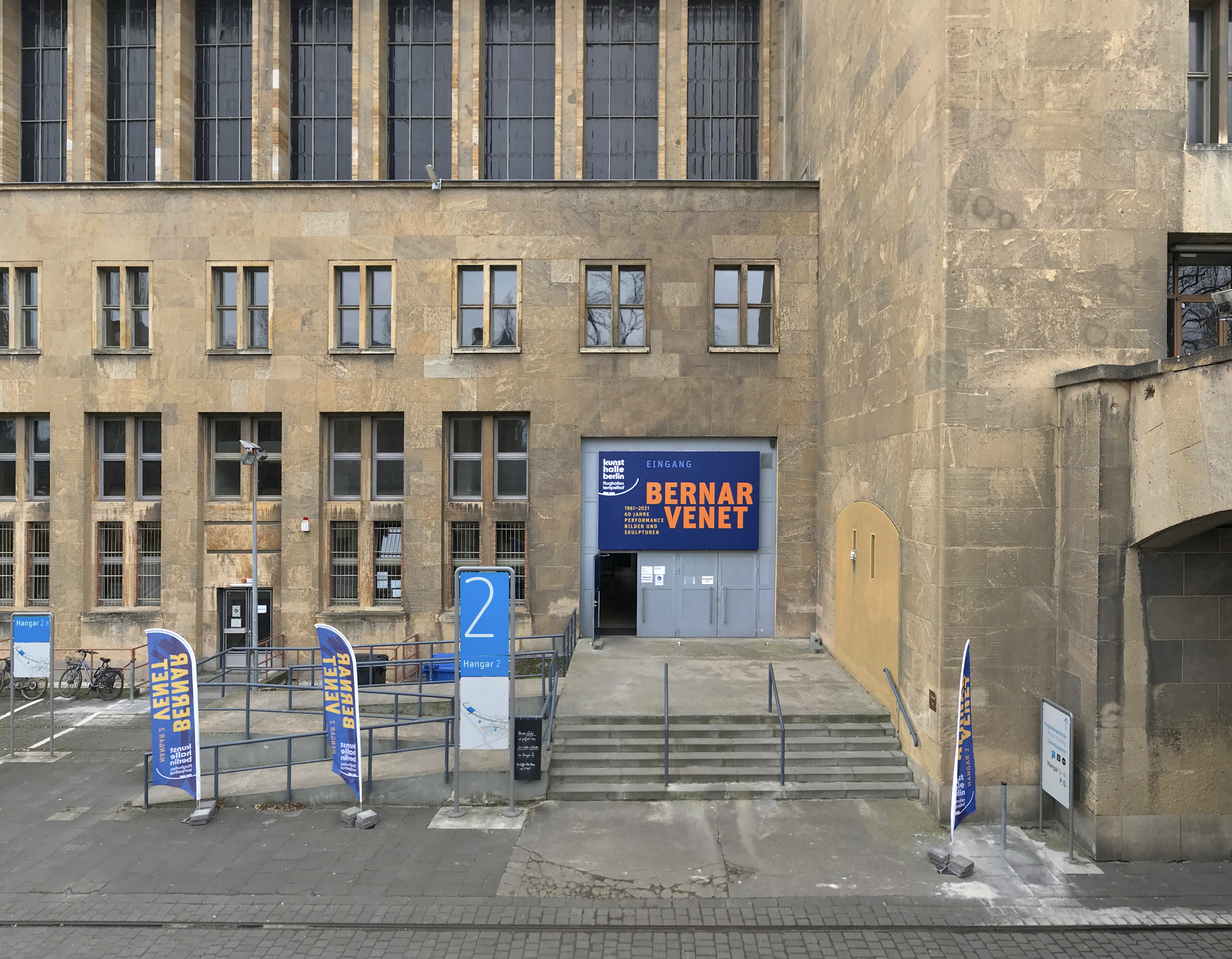
Eingang zur Kunsthalle im Flughafen Tempelhof

Der jüngste Versuch, eine Kunsthalle in Berlin zu etablieren, konzentriert sich auf das Gebäude des Flughafens Tempelhof. Hier fand 2021 die große Gruppenausstellung Diversity United statt. In Anschluss daran gewährte der Berliner Senat der privaten Stiftung für Kunst und Kultur e.V. Bonn die Nutzung des Flughafens Tempelhofs für weitere zwei Jahre. Das Projekt bezeichnen die Veranstalter als Kunsthalle Berlin.  Nach Kritik an Finanzierung und inhaltlicher Ausrichtung regt ein zivilgesellschaftliches Bündnis dagegen die Umwidmung zum „kommunalen Gemeingut“ an, das mehr Teilhabe an kultureller Ausgestaltung einräumen und Fortbildungsmöglichkeiten bieten soll.